# Бенсберг (замок)
Бенсберг (нем. Schloss Bensberg) — барочный замок XVIII века в одноимённом районе города Бергиш-Гладбах, в районе Рейниш-Бергиш, в федеральной земле Северный Рейн-Вестфалия, Германия. Изначально планировался как охотничий домик, но вскоре превратился в огромный дворец. В настоящее время используется как роскошный отель.

## История

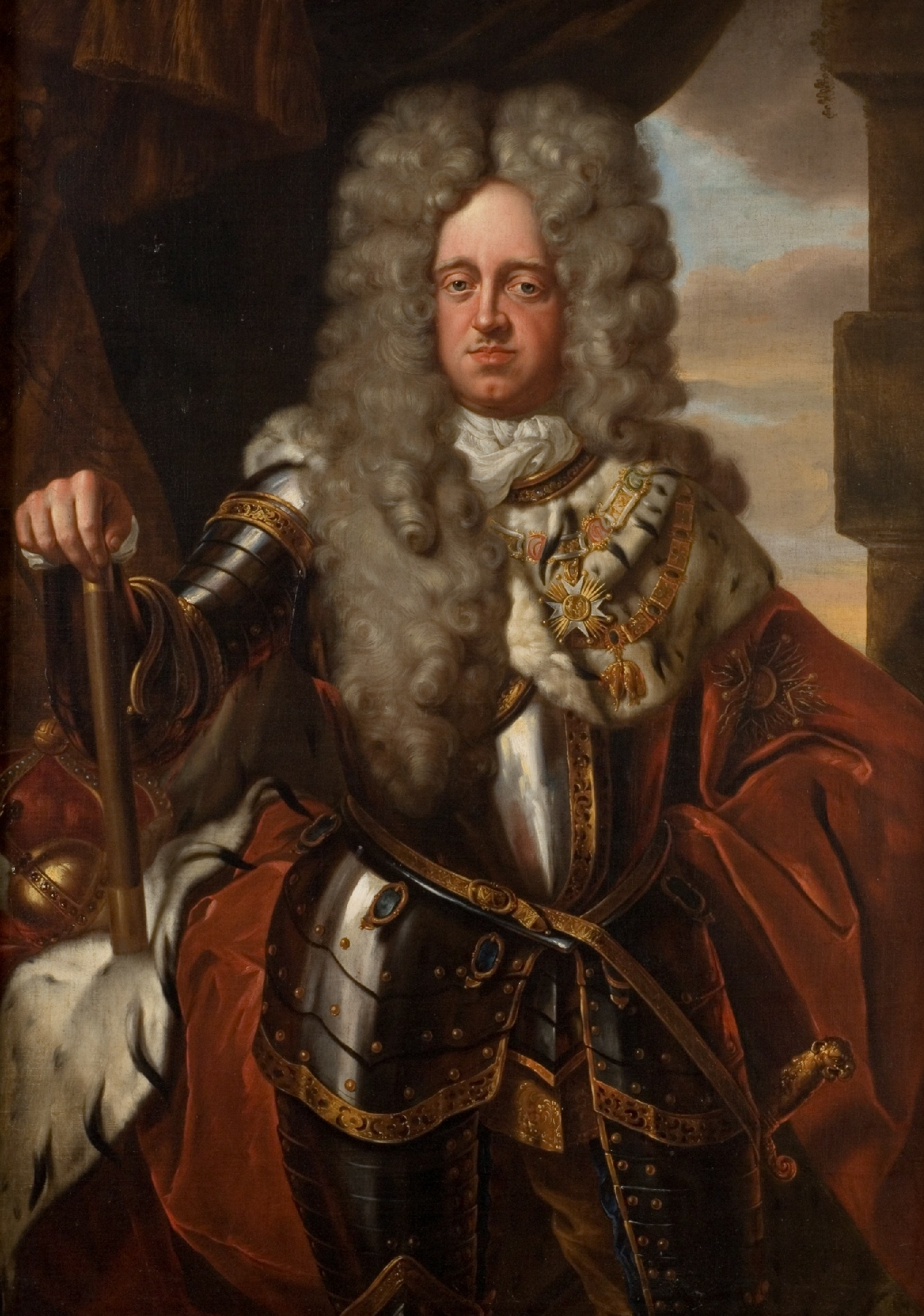
Основатель замка курфюрст Иоганн Вильгельм

### XVIII век. Строительство замка
В 1703 году пфальцский курфюрст Иоганн Вильгельм поручил графу Маттео Альберти построить новый дворец в стиле барокко. По замыслу создателей центральная ось комплекса зданий точно ориентирована в сторону Кёльнского собора. Немецкий поэт Иоганн Георг Якоби написал в своём дневнике: «Замок и деревня расположены на высокой горе, с которой на многие мили видны леса, поля и пустоши, вдалеке полоса Рейна и знаменитый массив Зибенгебирге... Я верю, что боги время от времени именно здесь пьют свой нектар на серебристом облаке и обозревают полземли!».
Великий писатель Иоганн Вольфганг фон Гёте писал в 14-й книге «Поэзии и правды»: «Путешествие в охотничий домик Бенсберг, который находится на правом берегу Рейна и откуда открывается великолепный вид, представляется мне прекрасной идеей. Что меня безмерно порадовало, так это настенные росписи Яна Веникса... »
Иоганн Вильгельм не дожил до завершения строительства своего весьма представительного охотничьего замка в регионе Бергиш. Когда курфюрст умер в 1716 году недостроенный дворец оказался фактически заброшен. Последующие правители проживали больше в Пфальце, чем в графстве Берг, и очень редко посещали Бенсберг. Правда, постепенно строительство просторного дворцового комплекса было завершено.
После начала Великой французской революции область среднего Рейна оказалась ареной боевых действий. Затем весь регион был оккупирован французами. В ходе революционных войнотряды Французской революционной армии нанесли поражение австрийским полкам в битве при Жемаппе в 1792 году. Это сражение неожиданным образом отразилось на судьбе замка Бенсберг. Несмотря на сопротивление бургграфини Елены Терезии Муро в январе 1793 года во дворце был устроен полевой госпиталь. Сюда стали сотнями свозить раненых. Госпиталь находился в подчинении городского коменданта Кёльна. В короткий срок роскошные интерьеры оказались почти уничтожены. Изящную мебель заменили тюфаками с соломой, а костры для обогрева солдат нередко разводили прямо на полу бывших залов. Питание раненых оказалось организовано очень скверно, а элементарные правила гигиены почти не соблюдались. Уже в марте 1793 года в госпитале вспыхнула эпидемия сыпного тифа. В короткий срок от болезней, холода и голода скончались сотни раненых солдат. Чтобы эпидемия не могла быстро распространиться на весь регион трупы как можно быстрее свозили в долину Мильхборнталь и хоронили в больших братских могилах. 
К концу XVIII века комплекс вновь оказался в запустении. Его больше не использовали как госпиталь, но и законные владельцы не могли проживать во дворце, превращённом в казарму.  

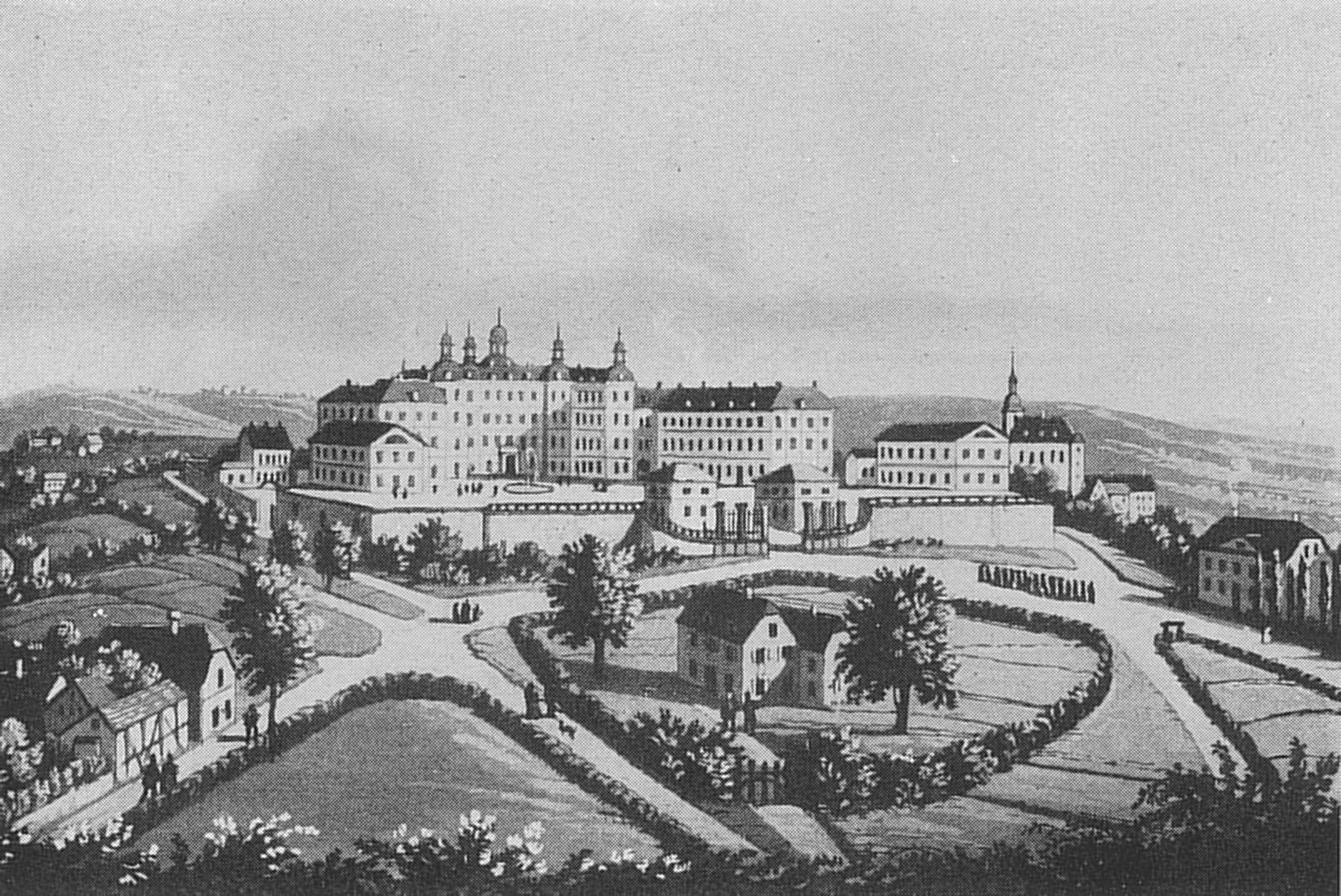
Замок на рисунке XIX века

### XIX век
в 1813 году под конец Наполеоновских войн французы вновь решили превратить замок Бенсберг в военный госпиталь. И снова из-за антисанитарии среди раненых началась эпидемия тифа. В очередной раз смертность оказалась на чрезвычайно высоком уровне. И снова умерших стали хоронить в долине Мильхборнталь совсем рядом с княжескими могилами. В итоге рядом с Императорским кладбищем в Мильхборнтале сформировалось Французское кладбище. Вскоре там возвели мемориал в память о погибших солдатах.
После Венского конгресса регион оказался под контролем Пруссии. По распоряжению прусского короля в 1840 году Бенберг был превращён в военное учебное заведение. Здесь возник Кадетский корпус. 
25 июня 1882 года перед дворцом состоялось торжественное открытие памятника, посвящённого павшим немецким солдатам. Мемориал создали в честь тех, кто погиб в Австро-прусско-датской войне 1864 года, Австро-прусско-итальянской войне 1866 года и Франко-прусской войне 1870/1871 годов.

### XX век
К началу XX века комплекс в Бернберге был одним из важнейших центров по подготовке офицеров для Германской имперской армии. 
После завершения Первой мировой войны военное училище было упразднено и во дворце на некоторое время разместились части оккупационных войск Антанты. К 1920 году Бенсберг находился в плачевном состоянии. Комплекс обветшал и требовал срочного ремонта. Но власти Веймарской республики, в чьём ведении оказался дворец, долго не могли найти огромному комплексу какое-либо применение. Кроме того, не было и средств на его реконструкцию. С 1922 года внушительное здание использовались под самые разные нужды. Здесь размещались департаменты городской администрацией, какие-то помещения сдавались в аренду, а часть комплекса передали евангелической церкви. В свободных комнатах разрешали селиться бездомным. Временами здесь размещалась более четырех десятков семей. 
В 1935 году пришедшие к власти нацисты решили приспособить Бернсберг под свои нужды. В комплексе разместили один из филиалов Национального политического образовательного учреждения (НАПОЛАС). 

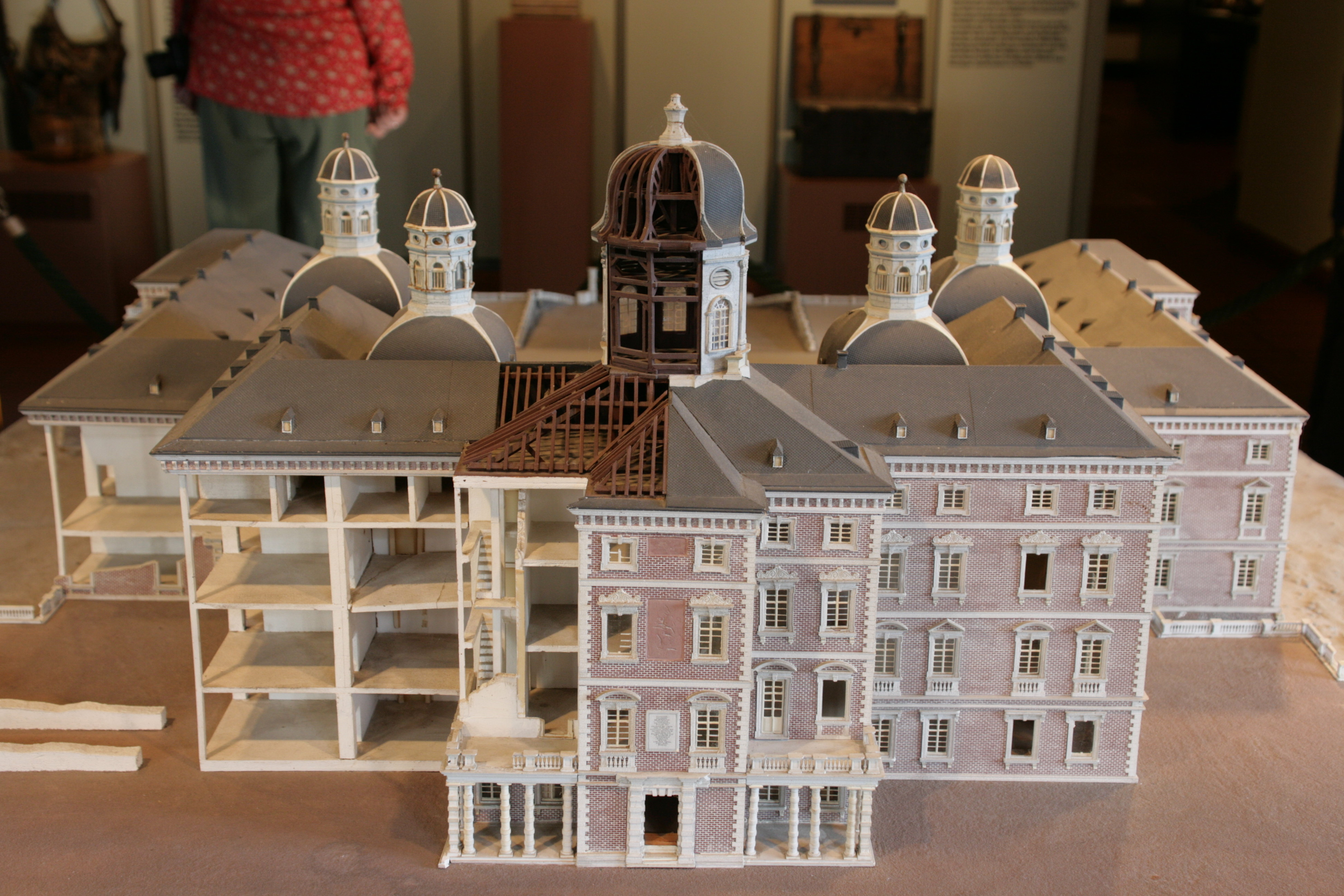
Макет замка

В 1945 году после окончания Второй мировой войны замок вторично в своей истории стал огромной казармой для оккупационных войск. Здесь проживали американские и британские солдаты, а с 1946 года — и бельгийские. К началу 1960-х годов иностранные военные освободили комплекс. С 1965 по 1997 год бывший дворец служил резиденцией бельгийской средней гимназии Koninklijk Atheneum Bensberg.
В 1988 году замок был признан историческим памятником культуры регионального значения.
В 1997 году Бенсберг был преобразован в гостиницу. Владельцем комплекса стала организация Lebensversicherung AG, входящая в холдинг Generali Deutschland. Непосредственным оператором отеля оказалась компания Althoff Hotels, имевшая сеть отелей в Германии. Наконец-то во дворце провели масштабные ремонтные работы. После реконструкции и реставрации в здании появилось 84 номера, а также 36 люкса. Одновременно внутри открылись три ресторана, в том числе двухзвёздочный (по версии Красного гида «Мишлен») ресторан Vendôme, которым управляет известный ресторатор Йоахим Висслер.

## Описание
Комплекс построен в форме буквы «П», обращённой открытой частью к востоку. К центральное четырёхэтажному корпусу под прямым углом примыкают два крыла такой же высоты. С этими двумя крыльями с небольшим отступом соединены трёхэтажные корпуса. Весь комплекс симметричен. Четырёхэтажные здания венчают пять башенок с куполами: одна в центре более высокая и четыре более низких.

## Современное использование
Бывший замок по прежнему является роскошным отелем Grandhotel Schloss Bensberg. В ресторанах комплекса нередко проводятся статусные мероприятия, свадьбы и торжества. Вокруг замка проложен пешеходный туристический маршрут (Bergischer Streifzug № 13) протяженностью 9,3 километра. 
Работы Яна Веникса, признанного мастера декоративных панно, созданные в своё время по заказу владельцев замка, к счастью сохранились. Сейчас серия изображений «Сцены охоты» находятся в Старой пинакотеке в Мюнхене. Также чудом сохранились шёлковые обои и коллекция картин. В настоящее время они экспонируются в замке Аугустусбург в городе Брюль.

## Галерея

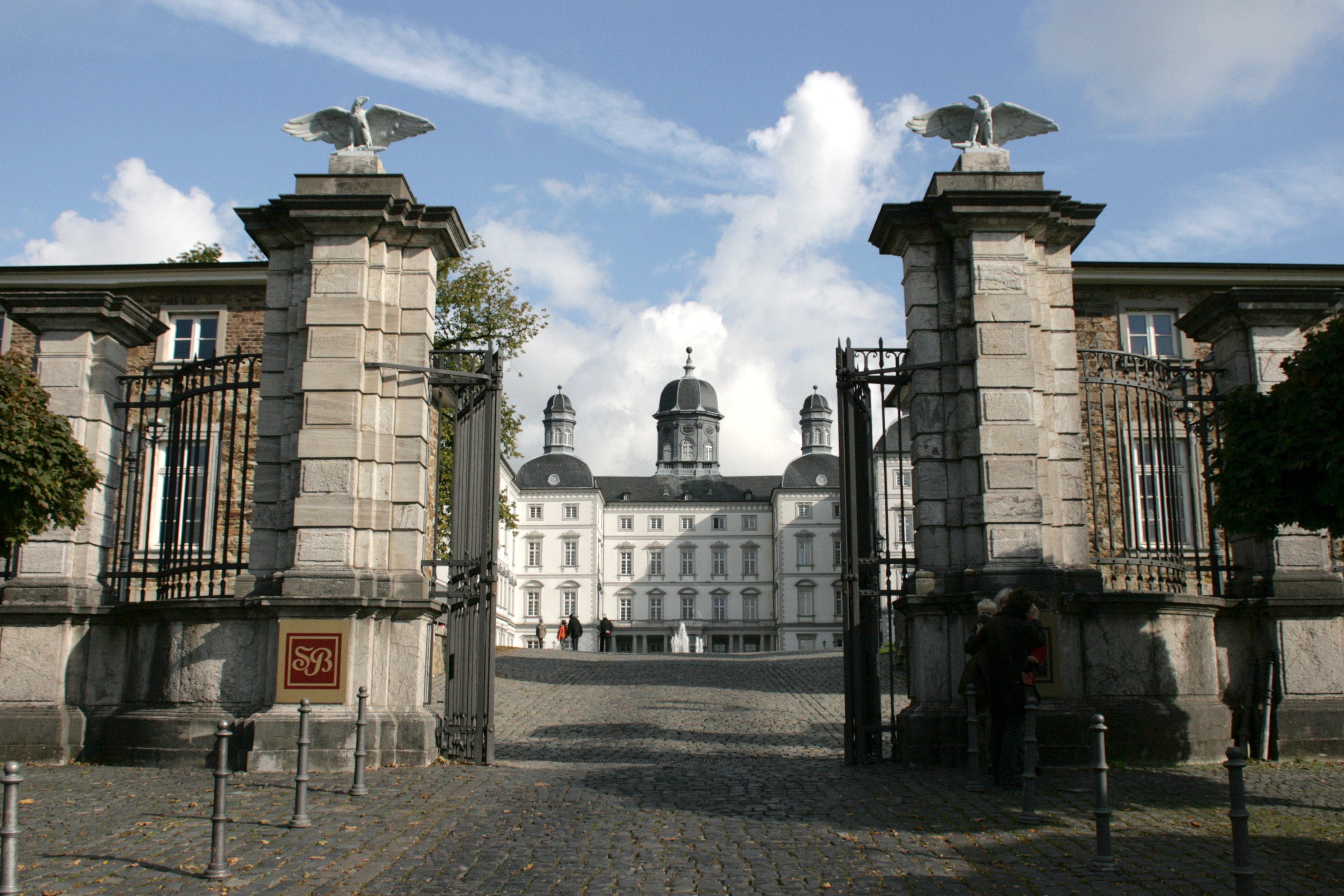
Ворота, ведущие к замку
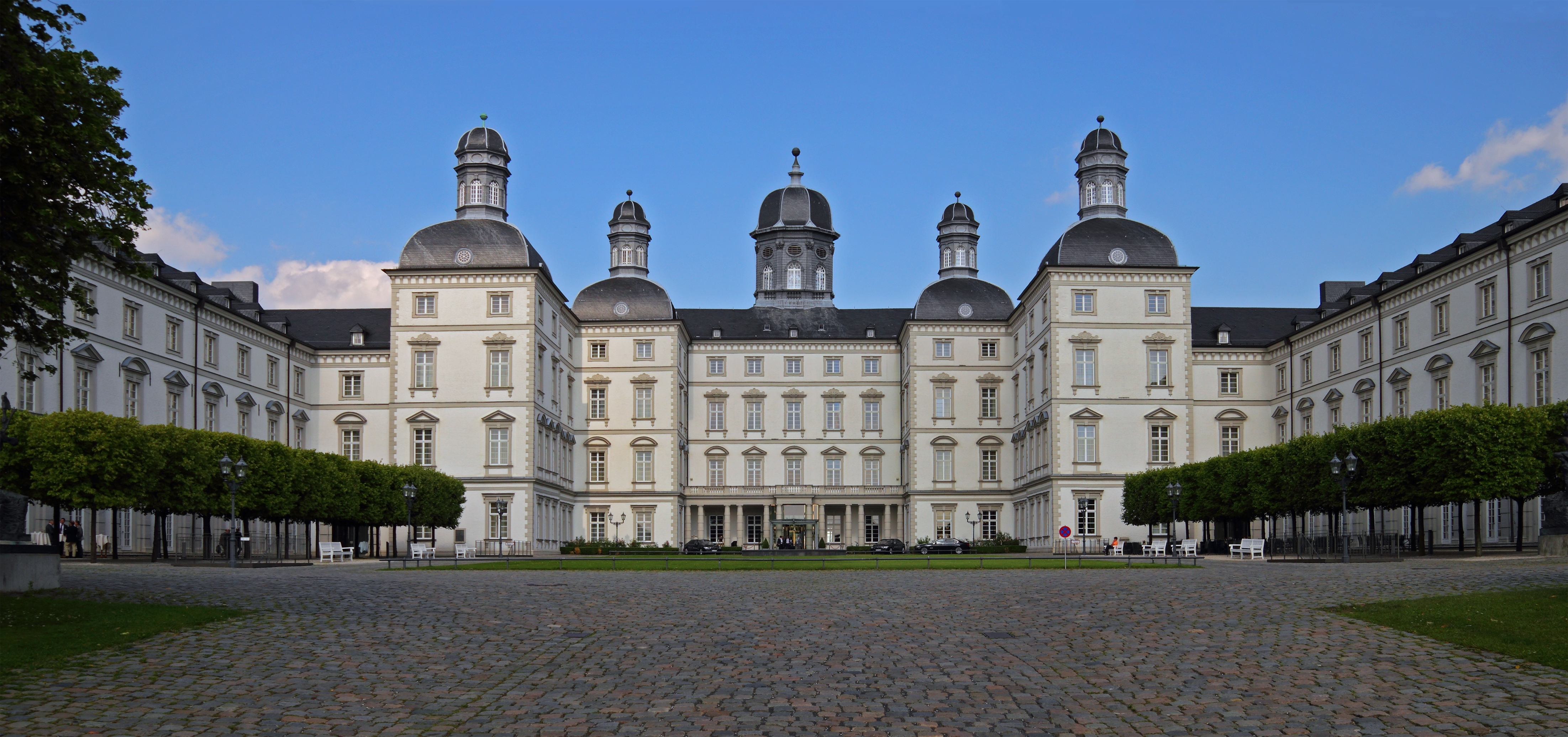
Общий вид сооружения со стороны двора
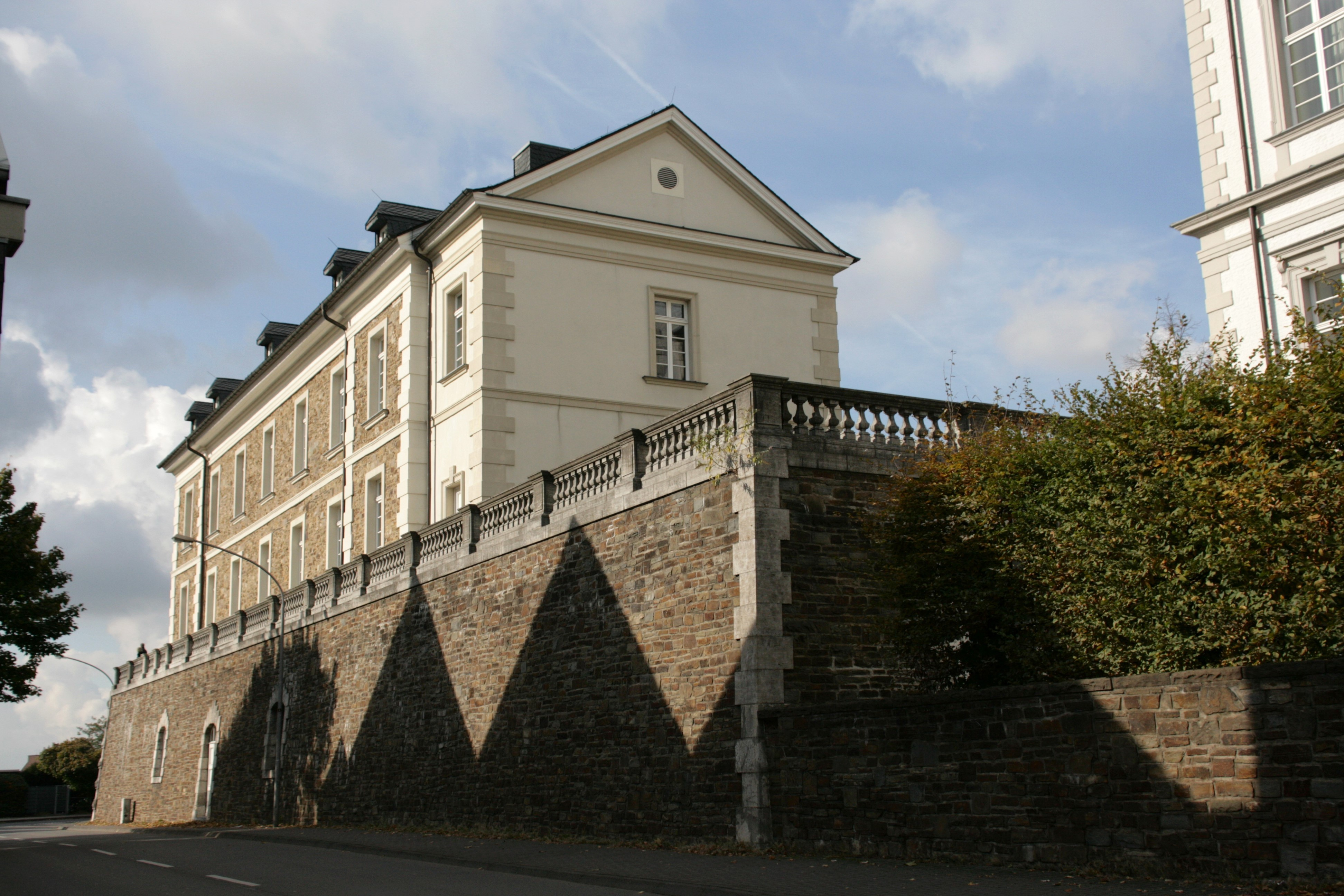
Юго-западное здание комплекса
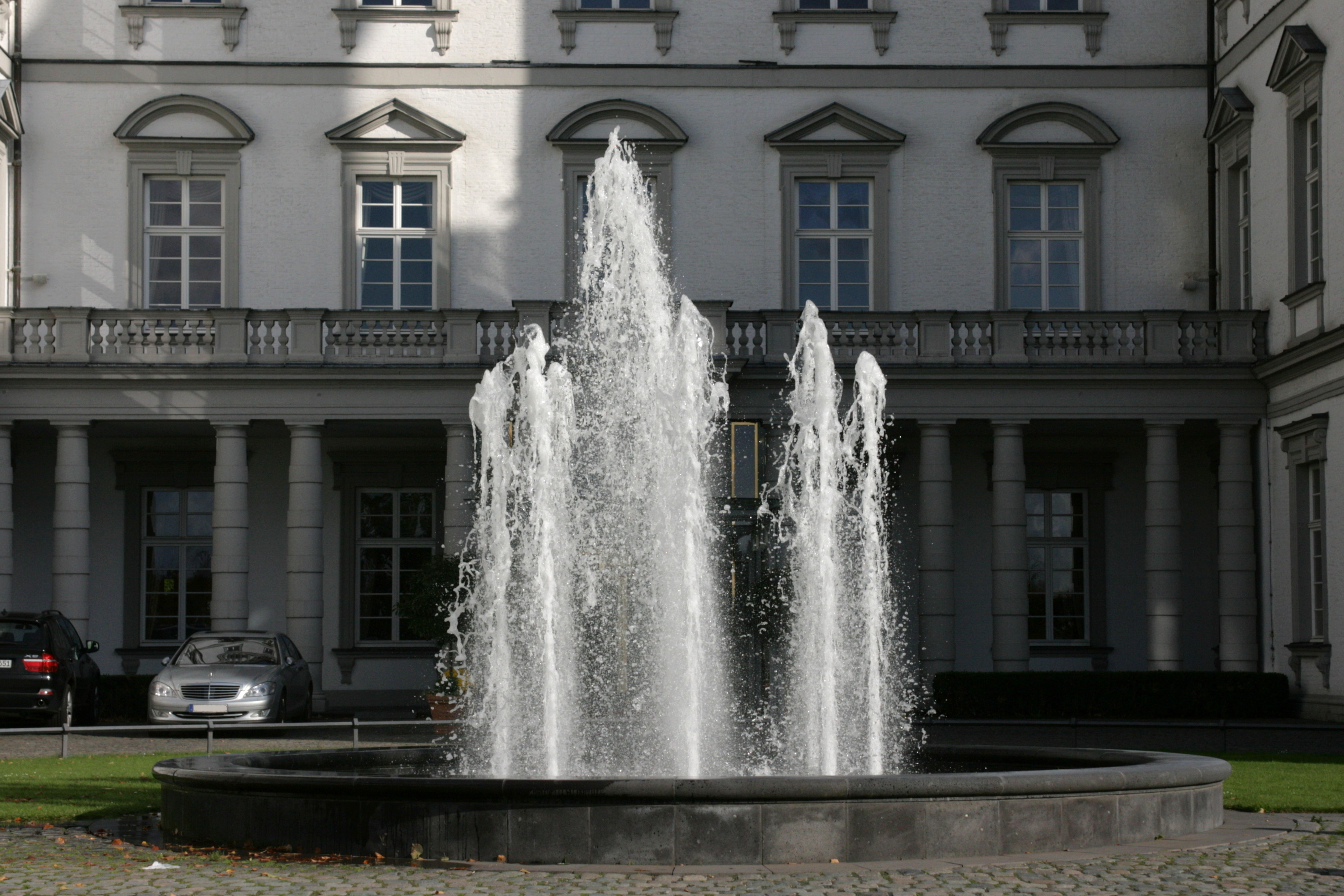
Фонтан перед главным входом
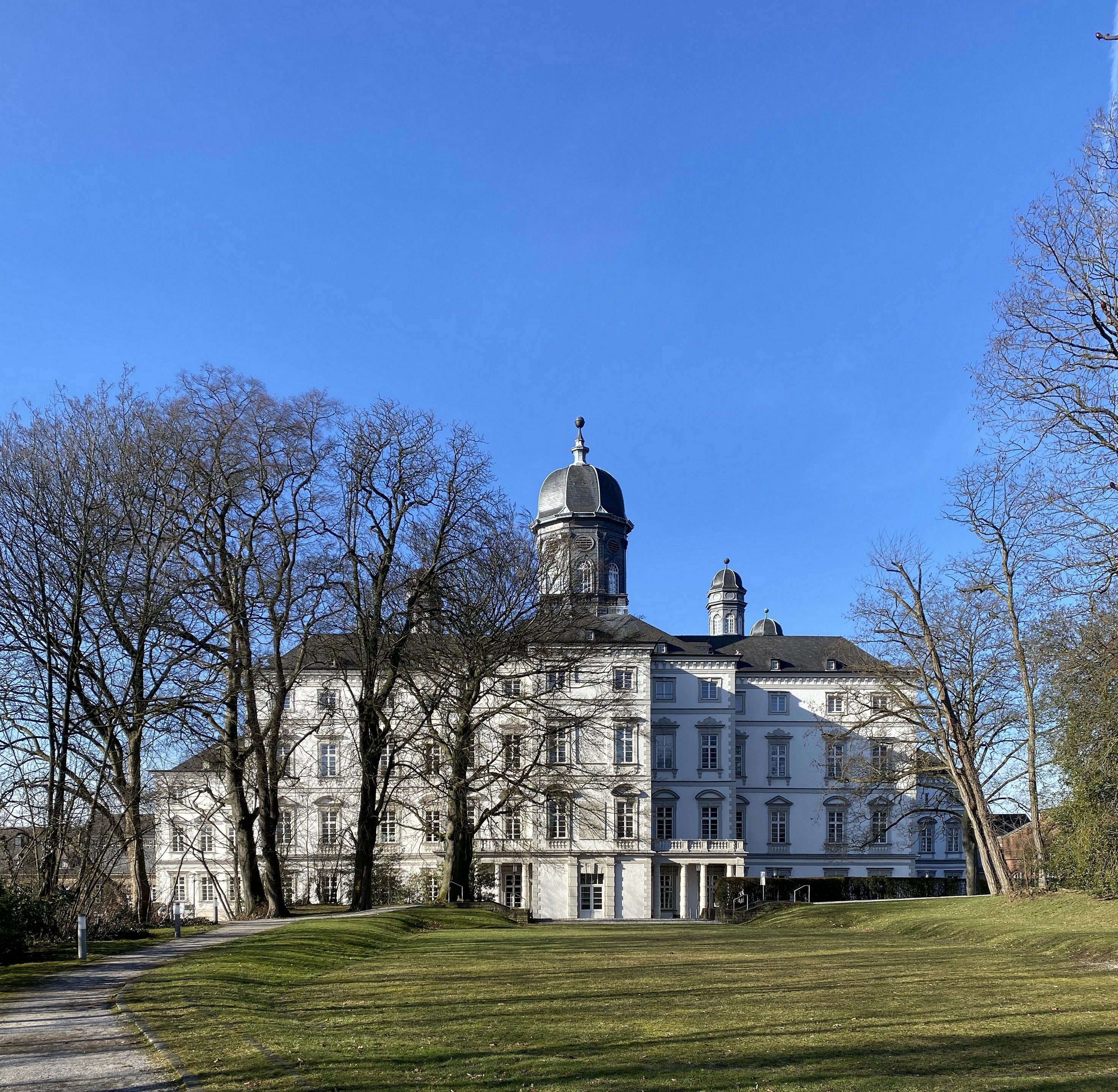
Вид замка с западной стороны